# Стяг (деревня)
Стяг (бел. Сцяг) — деревня в составе Славковичского сельсовета Глусского района Могилёвской области Республики Беларусь.

## Население
- 1999 год — 81 человек
- 2009 год — 82 человека